# Coupe d'Irlande féminine de football 2019
Navigation
Édition précédente Édition suivante
La Coupe d'Irlande féminine de 2019 est la 31e édition de la Coupe d'Irlande féminine de football. Cette compétition est organisée par la Fédération d'Irlande de football. le Wexford Youths Women's Football Club, vainqueur de l'édition 2018 défend son titre.
Le Wexford Youths Women's Football Club remporte la compétition pour la deuxième fois consécutivement et la troisième fois au total. Wexford bat en finale le Peamount United sur le score de trois buts à deux.

## Organisation de la compétition
Quatre tours avec des matchs à élimination directe sont organisés pour déterminer le vainqueur de la compétition.
12 équipes participent à cette édition de la Coupe d'Irlande. Les participantes sont les huit équipes disputant le championnat d'Irlande et quatre équipes invitées. Ces équipes disputent des championnats régionaux. Cette saison les quatre équipes invitées sont : TEK United, Cregmore Claregalway, Lakewood Athletic et Wilton United. TEK est basé à Deansgrange dans la banlieue sud de Dublin, Cregmore vient du comté de Galway et Lakewood et Wilton sont des équipes de Cork.

## Premier tour
Le premier tour oppose les quatre équipes amateurs invitées et quatre équipes du championnat tirées au sort. Les matchs sont programmés pour le week-end du 25 août
| Club recevant       | Score | Club visiteur        |
| ------------------- | ----- | -------------------- |
| TEK United          | 6-1   | Cregmore Claregalway |
| Lakewood Athletic   | 2-5   | DLR Waves            |
| Kilkenny United WFC | 1-3   | Limerick WFC         |
| Wilton United       | 1-5   | Cork City WFC        |

## Quarts de finale
| Quart de finale 1      | Galway WFC        | 1-0   | DLR Waves | Eamonn Deacy Park         |                           |
| 7 septembre 2019 18:00 | McKenna Doyle 28e | (1-0) |           | Arbitrage : Bartley Folan | Arbitrage : Bartley Folan |

| Quart de finale 2      | TEK United   | 1-4   | Wexford Youths Women's                                   | Stradbrook              |                         |
| 7 septembre 2019 14:00 | Shauna Peare | (0-3) | Edel Kennedy Rianna Jarrett Lauren Kelly Aisling Frawley | Arbitrage : David Dunne | Arbitrage : David Dunne |

| Quart de finale 3 | Limerick WFC  | 1-5   | Peamount United                                                             | Markets Field |  |
| 8 septembre 2019  | Ciara Griffin | (0-5) | Naima Chemaou Eleanor Ryan-Doyle Louise Corrigan Claire Walsh Áine O'Gorman |               |  |

| Quart de finale 4      | Cork City WFC                            | 2-3   | Shelbourne Ladies                                       | Bishopstown, Cork |  |
| 8 septembre 2019 14:00 | Christina Dring 19e · Eabha O'Mahony 27e | (2-2) | Rebecca Cooke 27e · Alex Kavanagh 39e · Jess Gargan 64e |                   |  |

## Demi-finales
| Demi-finale 1         | Wexford Youths Women's                                           | 4-2   | Galway WFC             | Ferrycarrig Park |  |
| 12 octobre 2019 18:30 | McKenna Davidson 25e · Rianna Jarrett 28e 47e · Kylie Murphy 79e | (2-1) | Aoife Thompson 20e 55e |                  |  |

| Demi-finale 2         | Shelbourne Ladies | 1-2 | Peamount United |  |  |
| 16 octobre 2019 19:30 |                   | (–) |                 |  |  |

## Finale
La finale se déroule le 3 novembre 2019 à l'Aviva Stadium, le même jour que la finale de la coupe masculine. Elle oppose pour la deuxième année consécutive Wexford Youths Women's à Peamount United. Wexford est la tenante du titre. Peamount en cas de victoire réalisera le doublé coupe-championnat.
| Finale                | Peamount United | 2-3     | Wexford Youths Women's | Aviva Stadium          |                        |
| 3 novembre 2019 12:05 | Karen Duggan 32e · Eleanor Ryan Doyle 52e | (1-2)   | Lauren Kelly 3e 34e · Kylie Murphy 64e | Arbitrage : Sarah Dyas | Arbitrage : Sarah Dyas |
| 3 novembre 2019 12:05 | Niamh Reid Burke, Louise Corrigan, Lucy McCartan, Lauryn O'Callaghan, Emma Byrne, Karen Duggan, Niamh Farrelly, Claire Walsh, Áine O'Gorman, Eleanor Ryan Doyle, Megan Smyth-Lynch remplaçantes entrées en cours de match: Niamh Barnes, Naima Chemaou. | Équipes | Ciamh Gray, Nicola Sinnott, Ciara Rossiter, Edel Kennedy, Lauren Dwyer, Orlaith Conlon, Kylie Murphy, Lauren Kelly, Aisling Frawley, Lynn Craven, Rianna Jarrett remplaçantes entrées en cours de match: Blessing Kingsley, McKenna Davidson | Arbitrage : Sarah Dyas | Arbitrage : Sarah Dyas |